# 井出泰彰
井出泰彰（いで やすあき、1970年4月16日 - ）は京都府京都市上京区出身のシンガーソングライター、音楽プロデューサー、キーボーディスト、ギタリスト。妻はモデル・歌手・作詞家の睦（井上睦都実）。血液型B型。

## 略歴
レコード会社の人にデモテープを渡したのがきっかけで、1992年に上京。
1993年末より、ロンドンでデビュー・アルバムのレコーディングを行う。
1994年6月1stシングル「情熱」、10月にマット・ビアンコらが参加した1stアルバム『TAKE OVER』でキューン・ソニーよりデビュー。
1995年9月リリースの2ndアルバム『Cool Blue』で、ロンドン・ニューヨークのミュージシャンとセッションを行う。
1996年8月、大沢誉志幸プロデュースによる3rdアルバム『Da Young BLOOD』リリース。
1998年、セルフプロデュースによる、4thアルバム『WANDERING LIFE』をリリース。
2007年、hàlと共に、二人組ユニット「イデハル」を結成。SHUUBI、島谷ひとみ、大塚愛、西山史晃、平野綾などのサポートキーボードとしても活動。

## ディスコグラフィ

### シングル
1. 情熱 (1994/06/01)
  - TBSテレビ系愛の劇場「夏は秘密がいっぱい!」主題歌
2. Baby, I Love You (1994/11/02)
3. 肌に惹かれて (1995/07/21)
4. Breathless (1995/10/21)
5. 君はきっと僕を好きになる (1996/07/21)
6. WANDER (1997/11/01)
7. 悩ましく美しく (1998/03/01)
8. Reckless fire (2001/08/22)
  - アニメ『スクライド』オープニングテーマ。C/W「Magma」は同アニメ挿入歌。
9. Reckless fire 2011／SPIRITS (2012/03/07)
  - 劇場アニメ『スクライド オルタレイション』エンディングテーマ。両A面。2曲目「SPIRITS」の歌唱は酒井ミキオ。

### アルバム
|     | 発売日     | タイトル       | 収録曲 | 備考                                                                         |
| --- | ---------- | -------------- | --- | ---------------------------------------------------------------------------- |
| 1st | 1994/10/01 | TAKE OVER      | 1. 夏の翼 2. 情熱 3. Session 4. 僕が見えない 5. 地平線 6. Baby,I Love You 7. Liberty 8. Extremely Lady 9. Precious Feeling 10. You'll Get It | - プロデュースはのダニー・ショーガーとマット・ビアンコのマーク・フィッシャー |
| 2nd | 1995/09/21 | Cool Blue      | 1. Breathless 2. 一人にしてくれ 3. 君のすべて 4. 肌に惹かれて 5. Bad Habit 6. Strangers In The Night 7. Cool Blue 8. 沈黙 9. Tomorrow 10. Class Of'88 | -                                                                            |
| 3rd | 1996/08/21 | Da Young BLOOD | 1. 君はきっと僕を好きになる（Live Vibe Extended Version） 2. 無邪気なVanilla 3. CRY CRY CRY 4. どしゃぶりの雨 永遠の愛 5. Free Bird 6. Easy Action～もっと感じる週末で～ 7. 彼女は♡♡♡（ヒミツ）を隠してる 8. 約束のONE DAY 9. 勝手にしろよ 10. Baby Diamond | - プロデュースは大沢誉志幸                                                   |
| 4th | 1998/04/01 | WANDERING LIFE | 1. INTERLUDE～Baby,I Love You～ 2. WANDER 3. 壊れかけた永遠 4. GET UP MY LIF 5. 悩ましく美しく 6. SECRET LIFE 7. VISIONS 8. TOO LATE 9. TOGETHER 10. SING OUT 11. 少年 12. CONCLUDE～Baby,I Love You～                                                      | - セルフプロデュース                                                         |

### ミニ・アルバム
1. Dog Ear (2006/05/xx) ※自主制作CD (2007年6月よりiTunes Storeでも配信開始)

### コンピレーション
- 昼のTVドラマ主題歌集 オリジナル・サウンドトラック (1996/11/1)
  - M-6に「TBS愛の劇場 夏は秘密がいっぱい!」の主題歌「情熱」を収録。

- 「スクライド」オリジナル・サウンドトラック1 (2001/9/21)
  - M-2に主題歌「Reckless fire」を、M-8に挿入歌「Magma」を収録。

- 「スクライド」オリジナル・サウンドトラック2 (2001/11/21)
  - M-21に主題歌「Reckless fire」のTV Full Size Versionを収録。

- ビクター・アニメソング・コレクションII アニメわんわん (2005/3/24)
  - M-8に「Reckless fire」を収録。

## 作品
※下記以外にも多数あり。

### 参加作品
- 井上睦都実
  - AL「candy puzzle*」(2001/9/28) ※サウンドプロデュース
- Linda
  - AL「candy」(2001/5/30) ※M-8「Jin Jin Jin」作曲・編曲・プロデュース
- MIO
  - AL「REBIRTHDAY」(2001/3/7) ※M-8「Voices」作曲
- 池田聡
  - AL「HELLO」(1997/3/21) ※コーラス参加
- SPOON
  - Si「花火」(1999/6/19) ※編曲
- Yoppie
  - AL「Tin Pan Market」(1999/10/1) ※コンピレーション。Yoppieによる「情熱」は井出のカバー。コーラスで井出も参加。
- 尾藤桃子
  - Si「SPARKLING MOON」(2000/4/26) ※C/W「くちびるになる夜」コーラス参加
- 堀川千尋
  - Si「目線 ～LOVE IS MY SOUL～」(2005/8/3)
- 桑谷夏子
  - 「涼宮ハルヒの憂鬱 キャラクターソング Vol.5 朝倉涼子」(2006/12/06) ※M-2「COOL EDITION」作曲。

### 映画音楽
- しあわせなら手をたたこう (2005年／内田英治監督)

### ゲーム音楽
- 「ダンスサミット2001」(PlayStation 2) (2000/11/2) ※作曲・編曲
- 「エクソダスギルティー」(PlayStation) (1998/11/26) ※サウンドトラック 作詞・作曲・編曲

### 企業CM
- TOYOTA Global (CM) ※車のCM。作曲・編曲
- NISSAN PATROL (PV) ※車のPV。作曲・編曲
- HITACHI A5303H (PV) ※携帯電話のPV。作曲・編曲
- デジタルラジオ94.0　※ジングルの作曲・編曲